# Monterey Grand Prix 2021
Navigation
Édition précédente Édition suivante
Le Grand Prix de Monterey 2021 (officiellement appelé 2021 Hyundai Sports Car Championship) a été une course de voitures de sport organisée sur le WeatherTech Raceway Laguna Seca à Monterey en Californie, aux États-Unis qui s'est déroulée du 10 septembre 2021 au 12 septembre 2021. Il s'agissait de la neuvième manche du championnat WeatherTech SportsCar Championship 2021 et toutes les catégories DPi, LMP2, GTLM & GTD ont participé à la course.

## Engagés
La liste officielle des engagés était composée de 26 voitures, dont 6 en DPi, 4 en LMP2, 7 en LMP3, 3 en GTLM et 13 GTD.

## Course

### Classement de la course
Voici le classement provisoire au terme de la course.
- Les vainqueurs de chaque catégorie sont signalés par un fond jauni.
- Pour la colonne Pneus, il faut passer le curseur au-dessus du modèle pour connaître le manufacturier de pneumatiques.

| Pos  | Classe | no | Écurie                                                   | Pilotes                              | Châssis                      | Pneus | Tours | Temps               |
| ---- | ------ | -- | -------------------------------------------------------- | ------------------------------------ | ---------------------------- | ----- | ----- | ------------------- |
| Pos  | Classe | no | Écurie                                                   | Pilotes                              | Moteur                       | Pneus | Tours | Temps               |
| 1    | DPi    | 10 | Konica Minolta Acura ARX-05                              | Filipe Albuquerque Ricky Taylor      | Acura ARX-05                 | M     | 118   | 2 h 40 min 49 s 456 |
| 1    | DPi    | 10 | Konica Minolta Acura ARX-05                              | Filipe Albuquerque Ricky Taylor      | Acura AR35TT 3,5 L V6 Turbo  | M     | 118   | 2 h 40 min 49 s 456 |
| 2    | DPi    | 01 | Cadillac Chip Ganassi Racing                             | Kevin Magnussen Renger van der Zande | Cadillac DPi-V.R             | M     | 118   | + 14 s 875          |
| 2    | DPi    | 01 | Cadillac Chip Ganassi Racing                             | Kevin Magnussen Renger van der Zande | Cadillac 5,5 L V8 Atmo       | M     | 118   | + 14 s 875          |
| 3    | DPi    | 31 | Whelen Engineering Racing                                | Pipo Derani Felipe Nasr              | Cadillac DPi-V.R             | M     | 118   | + 15 s 392          |
| 3    | DPi    | 31 | Whelen Engineering Racing                                | Pipo Derani Felipe Nasr              | Cadillac 5,5 L V8 Atmo       | M     | 118   | + 15 s 392          |
| 4    | DPi    | 60 | Meyer Shank Racing avec Curb Agajanian Performance Group | Dane Cameron Olivier Pla             | Acura ARX-05                 | M     | 118   | + 25 s 529          |
| 4    | DPi    | 60 | Meyer Shank Racing avec Curb Agajanian Performance Group | Dane Cameron Olivier Pla             | Acura AR35TT 3,5 L V6 Turbo  | M     | 118   | + 25 s 529          |
| 5    | DPi    | 55 | Mazda Motorsports                                        | Oliver Jarvis Harry Tincknell        | Mazda RT24-P                 | M     | 118   | + 28 s 503          |
| 5    | DPi    | 55 | Mazda Motorsports                                        | Oliver Jarvis Harry Tincknell        | Mazda MZ-2.0T 2,0 L I4 Turbo | M     | 118   | + 28 s 503          |
| 6    | DPi    | 5  | JDC-Mustang Sampling Racing                              | Loïc Duval Tristan Vautier           | Cadillac DPi-V.R             | M     | 116   | + 2 tours           |
| 6    | DPi    | 5  | JDC-Mustang Sampling Racing                              | Loïc Duval Tristan Vautier           | Cadillac 5,5 L V8 Atmo       | M     | 116   | + 2 tours           |
| 7    | LMP2   | 52 | PR1/Mathiasen Motorsports                                | Mikkel Jensen Ben Keating            | Oreca 07                     | M     | 116   | + 2 tours           |
| 7    | LMP2   | 52 | PR1/Mathiasen Motorsports                                | Mikkel Jensen Ben Keating            | Gibson GK428 4,2 L V8 Atmo   | M     | 116   | + 2 tours           |
| 8    | LMP2   | 8  | Tower Motorsports par Starworks                          | John Farano Gabriel Aubry            | Oreca 07                     | M     | 115   | + 3 tours           |
| 8    | LMP2   | 8  | Tower Motorsports par Starworks                          | John Farano Gabriel Aubry            | Gibson GK428 4,2 L V8 Atmo   | M     | 115   | + 3 tours           |
| 9    | LMP2   | 11 | WIN Autosport                                            | Steven Thomas Tristan Nunez          | Oreca 07                     | M     | 115   | + 3 tours           |
| 9    | LMP2   | 11 | WIN Autosport                                            | Steven Thomas Tristan Nunez          | Gibson GK428 4,2 L V8 Atmo   | M     | 115   | + 3 tours           |
| 10   | LMP2   | 18 | Era Motorsport                                           | Ryan Dalziel Dwight Merriman         | Oreca 07                     | M     | 115   | + 3 tours           |
| 10   | LMP2   | 18 | Era Motorsport                                           | Ryan Dalziel Dwight Merriman         | Gibson GK428 4,2 L V8 Atmo   | M     | 115   | + 3 tours           |
| 11   | GTLM   | 4  | Corvette Racing                                          | Tommy Milner Nick Tandy              | Chevrolet Corvette C8.R      | M     | 112   | + 6 tours           |
| 11   | GTLM   | 4  | Corvette Racing                                          | Tommy Milner Nick Tandy              | Chevrolet 5,5 L V8 Atmo      | M     | 112   | + 6 tours           |
| 12   | GTLM   | 3  | Corvette Racing                                          | Antonio García Jordan Taylor         | Chevrolet Corvette C8.R      | M     | 111   | + 7 tours           |
| 12   | GTLM   | 3  | Corvette Racing                                          | Antonio García Jordan Taylor         | Chevrolet 5,5 L V8 Atmo      | M     | 111   | + 7 tours           |
| 13   | GTLM   | 79 | WeatherTech Racing                                       | Matt Campbell Cooper MacNeil         | Porsche 911 RSR-19           | M     | 111   | + 7 tours           |
| 13   | GTLM   | 79 | WeatherTech Racing                                       | Matt Campbell Cooper MacNeil         | Porsche 4,2 L Flat-6 Atmo    | M     | 111   | + 7 tours           |
| 14   | GTD    | 9  | Pfaff Motorsports                                        | Zacharie Robichon Laurens Vanthoor   | Porsche 911 GT3 R            | M     | 107   | + 11 tours          |
| 14   | GTD    | 9  | Pfaff Motorsports                                        | Zacharie Robichon Laurens Vanthoor   | Porsche 4,0 L Flat-6 Atmo    | M     | 107   | + 11 tours          |
| 15   | GTD    | 1  | Paul Miller Racing                                       | Bryan Sellers Madison Snow           | Lamborghini Huracán GT3 Evo  | M     | 107   | + 11 tours          |
| 15   | GTD    | 1  | Paul Miller Racing                                       | Bryan Sellers Madison Snow           | Lamborghini 5,2 L V10 Atmo   | M     | 107   | + 11 tours          |
| 16   | GTD    | 16 | Wright Motorsports                                       | Trent Hindman Patrick Long           | Porsche 911 GT3 Evo          | M     | 107   | + 11 tours          |
| 16   | GTD    | 16 | Wright Motorsports                                       | Trent Hindman Patrick Long           | Porsche 4,0 L Flat-6 Atmo    | M     | 107   | + 11 tours          |
| 17   | GTD    | 96 | Turner Motorsport                                        | Bill Auberlen Robby Foley            | BMW M6 GT3                   | M     | 107   | + 11 tours          |
| 17   | GTD    | 96 | Turner Motorsport                                        | Bill Auberlen Robby Foley            | BMW 4,4 L V8 Turbo           | M     | 107   | + 11 tours          |
| 18   | GTD    | 23 | The Heart of Racing                                      | Roman De Angelis Ross Gunn           | Aston Martin Vantage AMR GT3 | M     | 107   | + 11 tours          |
| 18   | GTD    | 23 | The Heart of Racing                                      | Roman De Angelis Ross Gunn           | Aston Martin 4,0 L V8 Turbo  | M     | 107   | + 11 tours          |
| 19   | GTD    | 14 | Vasser Sullivan Racing                                   | Jack Hawksworth Aaron Telitz         | Lexus RC F GT3               | M     | 106   | + 12 tours          |
| 19   | GTD    | 14 | Vasser Sullivan Racing                                   | Jack Hawksworth Aaron Telitz         | Lexus 5,0 L V8 Atmo          | M     | 106   | + 12 tours          |
| 20   | GTD    | 39 | CarBahn avec Peregrine Racing                            | Richard Heistand (de) Jeff Westphal  | Audi R8 LMS                  | M     | 106   | + 12 tours          |
| 20   | GTD    | 39 | CarBahn avec Peregrine Racing                            | Richard Heistand (de) Jeff Westphal  | Audi 5,2 L V10 Atmo          | M     | 106   | + 12 tours          |
| 21   | GTD    | 88 | Team Hardpoint EBM                                       | Rob Ferriol Katherine Legge          | Porsche 911 GT3 R            | M     | 106   | + 12 tours          |
| 21   | GTD    | 88 | Team Hardpoint EBM                                       | Rob Ferriol Katherine Legge          | Porsche 4,0 L Flat-6 Atmo    | M     | 106   | + 12 tours          |
| 22   | GTD    | 44 | Magnus Racing avec Archangel Motorsports                 | Andy Lally John Potter               | Acura NSX GT3 Evo            | M     | 106   | + 12 tours          |
| 22   | GTD    | 44 | Magnus Racing avec Archangel Motorsports                 | Andy Lally John Potter               | Acura 3,5 L V6 Turbo         | M     | 106   | + 12 tours          |
| 23   | GTD    | 12 | Vasser Sullivan Racing                                   | Frankie Montecalvo Zach Veach (en)   | Lexus RC F GT3               | M     | 105   | + 13 tours          |
| 23   | GTD    | 12 | Vasser Sullivan Racing                                   | Frankie Montecalvo Zach Veach (en)   | Lexus 5,0 L V8 Atmo          | M     | 105   | + 13 tours          |
| 24   | GTD    | 66 | Gradient Racing                                          | Till Bechtolsheimer Marc Miller (en) | Acura NSX GT3 Evo            | M     | 103   | + 15 tours          |
| 24   | GTD    | 66 | Gradient Racing                                          | Till Bechtolsheimer Marc Miller (en) | Acura 3,5 L V6 Turbo         | M     | 103   | + 15 tours          |
| Abd. | GTD    | 27 | The Heart of Racing                                      | Ian James Alex Riberas               | Aston Martin Vantage AMR GT3 | M     |       | Accident            |
| Abd. | GTD    | 27 | The Heart of Racing                                      | Ian James Alex Riberas               | Aston Martin 4,0 L V8 Turbo  | M     |       | Accident            |
| Abd. | GTD    | 76 | Compass Racing                                           | Jacob Abel Mario Farnbacher          | Acura NSX GT3 Evo            | M     |       | Accident            |
| Abd. | GTD    | 76 | Compass Racing                                           | Jacob Abel Mario Farnbacher          | Acura 3,5 L V6 Turbo         | M     |       | Accident            |

## Pole position et record du tour
- Pole position :
- Meilleur tour en course :

## À noter
- Longueur du circuit : 2,238 mi
- Distance parcourue par les vainqueurs :